# Apoda (geslacht)
Apoda is een geslacht van vlinders uit de familie van de slakrupsvlinders (Limacodidae)

## Soorten
- A. avellana (Linnaeus, 1758)
- A. biguttata (Packard, 1864)
- A. cretacea (Holland, 1893)
- A. creticum (Rebel, 1906)
- A. christophi (Graeser, 1888)
- A. limacodes Hufnagel, 1766 – Slakrups
- A. maxima Dyar, 1927
- A. rectilinea (Grote & Robinson, 1868)
- A. y-inversa (Packard, 1864)